# San-José-Klasse
Die San-José-Klasse war eine Klasse von zwei 64-Kanonen-Linienschiffen der spanischen Marine, die von 1700 bis 1711 in Dienst stand.

## Geschichte
Die Klasse wurde am 23. Dezember 1694 als Capitana (Flaggschiff) und Almiranta (Vize-Flaggschiff) für die Armada del Guardia de la Carrera de la Indias bestellt. 1696 wurde von der spanischen Krone ein Vertrag mit dem Schiffbauer Pedro de Aróstegui zum Bau von zwei Schiffen nach den Plänen von Francisco Antionio Garrote geschlossen. Diese wurden zwischen 1697 und 1699 im baskischen Usurbil gebaut und nach Überführung in südspanische Cádiz im Februar 1700 in Dienst gestellt.

## Einheiten
| Name        | Bauwerft             | Bestellung        | Kiellegung | Stapellauf | Indienststellung | Verbleib                                                                                                  |
| ----------- | -------------------- | ----------------- | ---------- | ---------- | ---------------- | --- |
| San José    | Mapil-Werft, Usurbil | 23. Dezember 1694 | 1697       | 1698       | Februar 1700     | Am 8. Juni 1708 im Gefecht mit britischen Kriegsschiffen explodiert (Seeschlacht von Cartagena de Indias) |
| San Joaquín | Mapil-Werft, Usurbil | 23. Dezember 1694 |            | 1699       | Februar 1700     | Am 7. August 1711 durch die Royal Navy gekapert                                                           |

## Technische Beschreibung
Die Klasse war als Batterieschiff mit zwei durchgehenden Geschützdecks konzipiert und hatte eine Länge von 38,90 Metern (Geschützdeck) bzw. 32,88 Metern (Kiel), eine Breite von 11,61 Metern und einen Tiefgang von 5,50 Metern bei einer Verdrängung von 1037 bis 1051 Tonnen. Sie waren Rahsegler mit drei Masten (Fockmast, Großmast und Kreuzmast). Der Rumpf schloss im Heckbereich mit einem Heckspiegel, in den Galerien integriert waren, die in die seitlich angebrachten Seitengalerien mündeten. Diese waren aus Repräsentationsgründen durch zeitspezifische Schnitzereien und Bildhauerarbeiten geschmückt. Die Beplankung war kraweel ausgeführt, das heißt, die Enden der Planken stießen stumpf aufeinander, so dass eine glatte Außenfläche entstand.
Die Bewaffnung der Klasse bestand aus 64 Kanonen.
|        | Unteres Batteriedeck | Oberes Batteriedeck | Backdeck       | Achterdeck     | Kanonen (Geschossgewicht) |
| ------ | -------------------- | ------------------- | -------------- | -------------- | ------------------------- |
| Design | 26 × 18-Pfünder      | 26 × 10-Pfünder     | 12 × 6-Pfünder | 12 × 6-Pfünder | 64 Kanonen (184,032 kg)   |

## Besatzung
Die Besatzung hatte eine Stärke von 550 Mann.

## Bemerkungen
1. ↑  Bei der Berechnung des Gewichtes einer Breitseite kann es zu Unterschieden kommen, da in der damaligen Zeit ein Pfund, je nach Land, unterschiedliche Gewichtswerte hatte. Das spanische Libra hatte z. B. ein Gewicht von 460,08 Gramm, während das englische Pound ein Gewicht von 453,592 Gramm hatte.